# El Colegio de Veracruz
El Colegio de Veracruz (COLVER) es una institución pública veracruzana de Educación Superior e investigación en Ciencia Política, Administración Pública y Desarrollo Regional. Fue fundada en el año 2002 como un organismo descentralizado del Gobierno del Estado de Veracruz.
En el año 2011 se convirtió en un órgano descentralizado dependiente de la Secretaría de Educación de Veracruz.

## Fundación e Historia

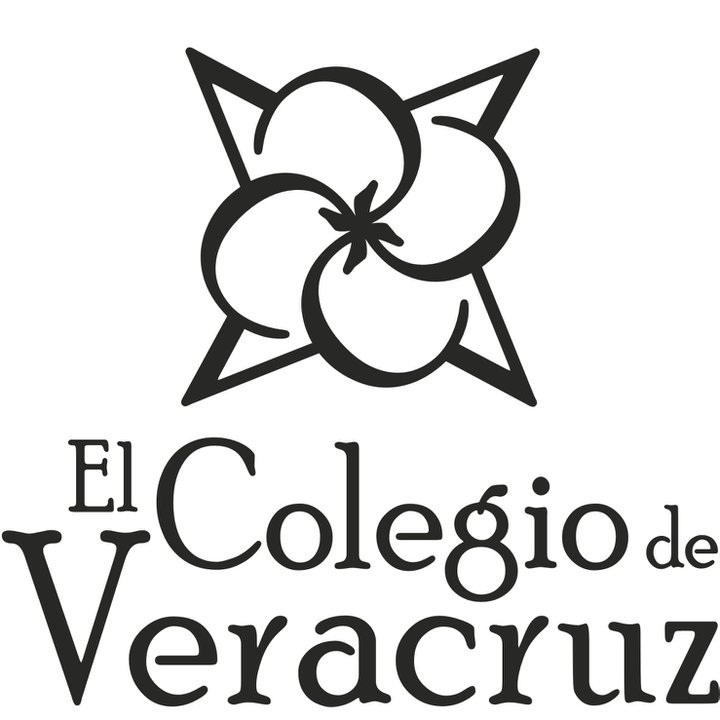
Escudo COLVER

El COLVER fue creado en julio de 2002 mediante decreto del Gobierno del Estado de Veracruz encabezado por Miguel Alemán Velasco, previa iniciativa de Francisco Berlín Valenzuela y un grupo de académicos y políticos veracruzanos. Debido a que el estado de Veracruz, teniendo gran potencial económico, político y cultural debía contar con un centro de estudios políticos y regionales que a su vez sirviera como promotor de áreas hasta ese entonces no atendidas desde el punto de vista académico, como lo son la Ciencia Política (ausente en la Universidad Veracruzana) y el Desarrollo Regional, promoviendo así cambios tanto educativos como sociales en el sureste mexicano.

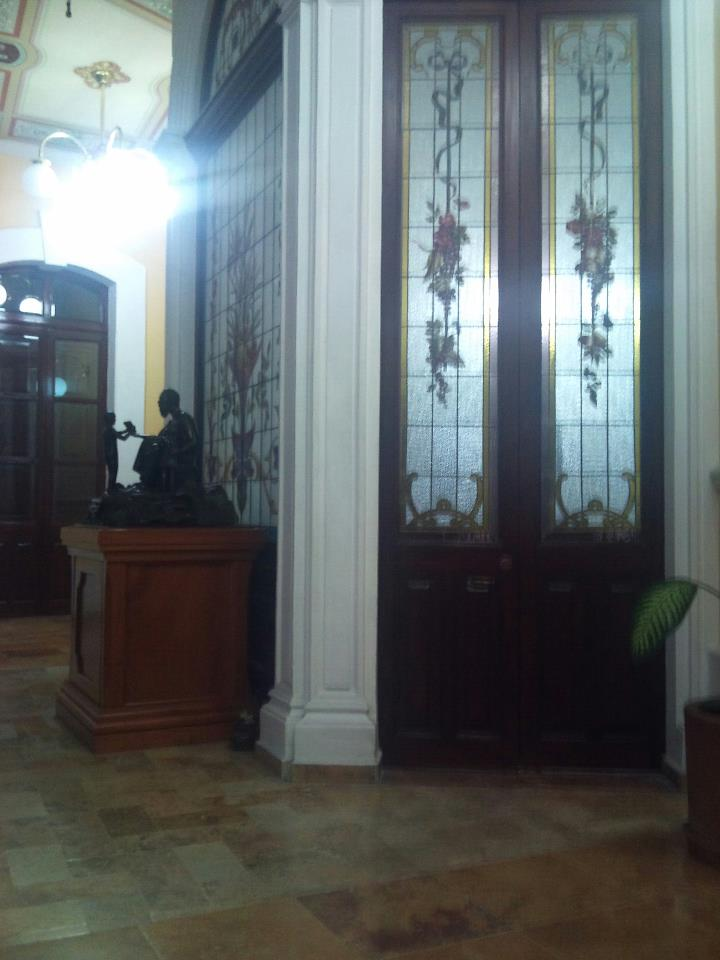
Detalle de la Dirección

De este modo, El Colegio de Veracruz, nace como una institución con propósitos definidos, primero, desarrollar y formar profesionales en las áreas de la Ciencia Política y la Administración Pública y después, desarrollar investigación y soluciones a las diversas problemáticas sociales de la entidad veracruzana. Con instalaciones de primer nivel y una plantilla docente de excelencia, ha desarrollado diversas obras con sello editorial propio, además de editar su propia revista: Con-Ciencia Política. Actualmente cuenta con 13 profesores-investigadores, de los cuales más del 80 % pertenecen al Sistema Nacional de Investigadores (SNI).
En el año 2011, en medio de fuertes críticas, El COLVER sufrió un cambio de personalidad jurídica, mediante un decreto del Gobierno del Estado de Veracruz encabezado por Javier Duarte de Ochoa, el cual desaparece el Organismo Descentralizado denominado El Colegio de Veracruz, para convertirlo en un Órgano Desconcentrado dependiente de la Secretaría de Educación de Veracruz.
A pesar de haber perdido la personalidad jurídica propia que le confería ciertos rasgos de autonomía, El COLVER ha logrado mantener y aumentar su matrícula estudiantil, contando para el 2024 con un aproximado de 1100 alumnos en sus diferentes programas de estudio. Además de que en 2022 cumplió sus primeros 20 años de existencia.

### Directores generales
- Dr. Francisco Berlín Valenzuela (2002-2006)
- Lic. Ignacio González Rebolledo (2006-2010)
- Dr. Jesús Alberto López González (2010-2012)
- Mtro. Eugenio Vásquez Muñoz (2012-2016)

### Rectores
- Mtro. Eugenio Vásquez Muñoz (2016-2019)
- Dr. Mario Raúl Mijares Sánchez (2019-2024)

## Áreas de investigación y docencia

### Academias
El COLVER cuenta con tres academias para el óptimo desarrollo de sus programas de estudios:
- Academia de Ciencia Política y Administración Pública

Objetivo: Formar investigadores en el campo de las ciencias políticas, capaces de generar conocimientos y/o aplicarlo de manera innovadora en las diferentes áreas de la realidad social, política, económica y cultural de los ámbitos locales, regionales, nacionales e internacionales.
Coordinador de academia: Dr. Alejandro de la Fuente Alonso
- Academia de Relaciones y Negocios Internacionales

Objetivo: Formar profesionales en el campo de las relaciones y los negocios internacionales con las competencias para desempeñarse en el ámbito político, económico y social de los problemas internacionales, a partir de las ventanas de oportunidad que la globalización, la integración regional y el intercambio comercial han generado, con el fin de coadyuvar al desarrollo de Veracruz y el país desde el ámbito público y privado.
Contacto
Coordinador de academia: Dr. Mauricio Lascurain Fernández
- Academia de Desarrollo Regional Sustentable

Objetivos:
1. Formar profesionales de maestría, con las competencias teóricas, metodológicas e instrumentales para el diseño, instrumentación y evaluación de programas de desarrollo regional sustentable, a nivel local, estatal o nacional.
2. Contar con un cuerpo académico de tiempo completo organizado formalmente en una Academia que, junto con los estudiantes, desarrollen y fortalezcan las líneas de generación y/o aplicación del conocimiento del programa de la maestría.

Coordinador de academia: Dr. José Luis Marín Muñiz.

### Académicos e investigadores y líneas de investigación
| Investigador                            | Línea de Investigación |
| --------------------------------------- | --- |
| Dr. David Quitano Díaz                  | Veracruz ante el Nuevo Paradigma de la Seguridad Pública, la corrupción y el Estado de Derehco                                         |
| Dra. Petra Armenta Ramírez              | Partidos y Dinámica del Voto y de la Representación en México                                                                          |
| Dra. Martha Elena Nava Tablada          | Situación actual y perspectivas de los Mercados Alternativos de Café en la Región de Coatepec, Veracruz                                |
| Dra. María de los Ángeles Piñar Álvarez | Turismo Sustentable en Áreas Naturales Protegidas. Un estudio de mercado en la Reserva de la Biosfera de los Tuxtlas, Veracruz, México |
| Dr. Mauricio Lascurain Fernández        | Impacto de la Globalización Económica en el Desarrollo del Estado de Veracruz: El caso del Sector Manufacturero                        |
| Dr. Salvador Díaz Huitrón               | Gobernabilidad y Competitividad en Veracruz                                                                                            |
| Dr. Gerardo Escobar Galindo             | El Arte de la Política en El Renacimiento                                                                                              |
| Dr. José Jesús Borjón Nieto             | Turbulencias Financieras 2007-2008: sus efectos sobre América Latina                                                                   |

## Programas de Estudio
A lo largo de 10 años de existencia, El COLVER ofrece cuatro programas educativos, con miras a aumentar próximamente dicha oferta en una maestría y un doctorado más.

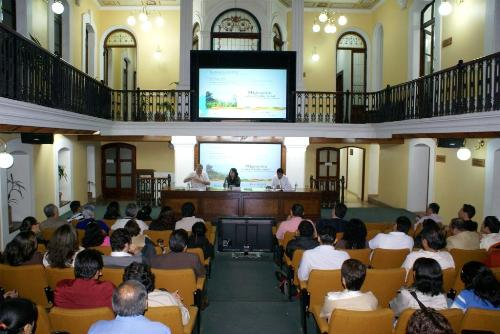
Evento en el Auditorio Aristóteles

### Licenciatura en Ciencia Política y Administración Pública
Objetivo: Preparar profesionales que contribuyan a mejorar la acción del servicio que brindan las instituciones de gobierno con conciencia crítica y responsabilidad pública.

### Maestría en Negocios y Relaciones Internacionales
Objetivo: Formar profesionales en el campo de las relaciones y los negocios internacionales con las competencias para desempeñarse en el ámbito político, económico y social de los problemas
internacionales, a partir de las ventanas de oportunidad que la globalización, la integración regional y el intercambio comercial han generado, con el fin de coadyuvar al desarrollo de Veracruz y del país desde el ámbito público y privado.

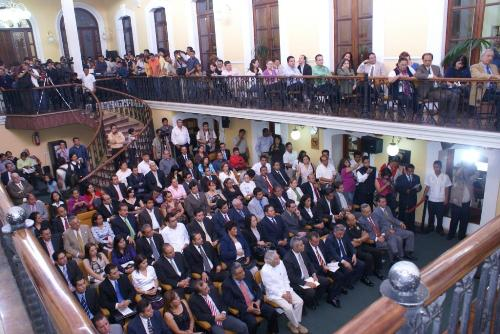
Evento Auditorio Aristóteles

### Maestría en Desarrollo Regional Sustentable
Objetivo: Formar profesionales de maestría, con las
competencias teóricas, metodológicas e instrumentales para el
diseño, instrumentación y evaluación de programas de desarrollo
regional sustentable, a nivel local, estatal o nacional. Los cursos que
se ofrecen en los dos años de duración de la maestría generarán las
capacidades y habilidades para que sus egresados puedan tomar las
decisiones que la nueva realidad demanda.

### Doctorado en Ciencia Política
Objetivo: Forjar investigadores en el campo de las ciencias políticas, capaces de generar conocimientos y aplicarlos de manera sistemática e innovadora en las diferentes áreas de la realidad política, económica y cultural de los ámbitos locales, regionales, nacionales e internacionales

### Doctorado en Desarrollo Regional Sustentable
El Doctorado en Desarrollo Regional  Sustentable da la bienvenida a todos aquellos académicos que tienen como preocupación e interés común, el estudio de los problemas sociales y ambientales desde la perspectiva de la sustentabilidad. Esta perspectiva encuentra su justificación, en los patrones de desarrollo no sustentables que han caracterizado a las sociedades humanas desde la década de 1960. Dado que las manifestaciones de estos patrones de vida no sustentables han contribuido a la degradación de los ecosistemas, y con ello a la escasez de recursos necesarios para el desarrollo de la vida misma, es impostergable emprender estudios a nivel doctoral que contribuyan, con investigaciones originales,  a explorar, analizar y profundizar en los enfoques teóricos y metodológicos relacionados con el desarrollo regional sustentable. Los estudiantes que tengan la expectativa e interés por contribuir a este campo del conocimiento, encontrarán en este programa, un ambiente académico propicio para el desarrollo de tales expectativas.

## Publicaciones
El COLVER a lo largo de 10 años ha creado un amplio acervo bibliográfico en temas diversos que abarcan la Administración Pública, la Ciencia Política, el Desarrollo Regional y el Derecho.
LIBROS
| Título                                                    | Autor                                                                             | Costo   |
| --------------------------------------------------------- | --------------------------------------------------------------------------------- | ------- |
| "El nuevo procedimiento penal acusatorio"                 | José Jesús Borjón Nieto                                                           | $200.00 |
| "Hacia la multiculturalidad en México: un debate abierto" | Pablo Armando González Ulloa Aguirre (coordinador)                                | $150.00 |
| "La genealogía de la política"                            | Gerardo Escobar Galindo                                                           | $150.00 |
| "Metodología de la investigación en ciencia política"     | Jorge Márquez Muñóz, Petra Armenta Ramírez, Héctor Carreón Rojano (coordinadores) | $150.00 |
| "Modernización legislativa en el Estado de Veracruz"      | Alejandro de la Fuente Alonso                                                     | $100.00 |

| Título | Autor | Costo          |
| --- | --- | -------------- |
| "La reforma penal constitucional 2007-2008: retos y perspectivas"                                                     | José Jesús Borjón Nieto | $200.00        |
| "La tortura en México. ¿Cómo prevenirla?"                                                                             | Arturo Márquez Murrieta | $100.00        |
| "Debate contemporáneo en la modernización del estado, políticas públicas y democracia. Un enfoque multidisciplinario" | Alejandro de la Fuente Alonso y Petra Armenta Ramírez (coordinadores)                                                                                         | $150.00        |
| "Liderazgo político en sociedades modernas" Tomo I, II y III                                                          | Ignacio González Rebolledo (compilador) | $300 cada tomo |
| "Gobiernos de izquierda en Iberoamérica en el Siglo XXI"                                                              | Ignacio González Rebolledo (compilador) | $200.00        |
| "Veracruz Silgo XXI: retos y perspectivas económicas"                                                                 | Rafael Vela Martínez | $290.00        |
| "Diccionario de términos municipales veracruzanos"                                                                    | Ignacio González Rebolledo (compilador)Petra Armenta Ramírez, Alejandro de la Fuente, Pedro Gendrón Rivera, Martha Lajud Neme y Joél López García (coautores) | $125.00        |
| "El congreso de Veracruz: un estudio de la productividad legislativa, 1992-2007"                                      | Gerardo Escobar Galindo (coordinador) | $150.00        |

| Título                                                                                 | Autor                                                                | Costo   |
| -------------------------------------------------------------------------------------- | -------------------------------------------------------------------- | ------- |
| "Justicia retributiva y justicia restaurativa: responsabilidad juvenil en Veracruz"    | José Jesús Borjón Nieto                                              | ----    |
| "Opresión y modernidad"                                                                | Ángel Porfírio Romero González                                       | ----    |
| "La omisión legislativa"                                                               | Alejandro de la Fuente Alonso                                        | ----    |
| "El fin de una era: de la hegemonía a la oposición"                                    | Alfredo Bielma Villanueva                                            | ----    |
| "Presupuesto y federalismo en los estados del Golfo de México"                         | Edgar J. Nolasco E.                                                  | ----    |
| "Calderón y su propuesta de reforma política 2009: análisis y prospectivas"            | Ignacio González Rebolledo (coordinador)                             | $125.00 |
| "Modelos de desarrollo y regímenes de acumulación"                                     | Jorge M. Tirado Almendra                                             | ----    |
| "Entre lo político y lo politológico: acción y reflexión en torno a la gobernabilidad" | Ignacio González Rebolledo y Gerardo Escobar Galindo (coordinadores) | ----    |
| "Globalización, gobernabilidad e instituciones políticas de México"                    | Nicolás Salvador Gallegos Magdaleno                                  | ----    |

CON-CIENCIA POLÍTICA

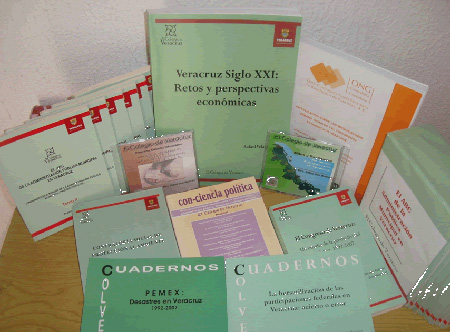
Publicaciones COLVER

El COLVER cuenta desde su fundación con una revista propia, la cual es el medio por el cual se difunde el conocimiento científico especializado en las áreas afines a las líneas de investigación de El Colegio. En ella se pueden encontrar artículos de especialistas de diversas universidades del país e incluso internacionales, además de aportaciones de los propios investigadores y alumnos de la institución.
A la fecha la revista CON-CIENCIA POLÍTICA cuenta con 19 ediciones ininterrumpidas y continua en aumento.

CUADERNOS COLVER
Los Cuadernos COLVER son una serie de prontuarios de diversos temas de interés y de fácil consulta, pesados para abordar problemáticas de forma sintética y precisa para cualquier público.
| Título                                                                           | Autor                             |
| -------------------------------------------------------------------------------- | --------------------------------- |
| Toma de palacios municipales en Veracruz 2000-2006                               | Dr. Alejandro de la Fuente Alonso |
| PEMEX: Desastres en Veracruz 1992-2007                                           | Dr. Rafael Vela Martínez          |
| El reclamos agrario en Veracruz 1992-2007                                        | Mtro. Héctor Carreón Rojano       |
| Contraloría social de protección al ambiente                                     | Dr. Rafael Vela Martínez          |
| La Bursatilización de las participaciones federales en Veracruz: Acierto o error | Dr. Rafael Vela Martínez          |
| El impacto de las remesas en Veracruz                                            | Hilario Barcelata Chávez          |

## Convenios Interinstitucionales de Colaboración
El COLVER mantiene diversos convenios de colaboración con diversas instituciones locales, nacionales e internacionales para el desarrollo de proyectos comunes y apoyo institucional.
A la fecha se mantienen 16 convenios:
- El Colegio Mexiquense
- El Colegio de Tlaxcala
- Asociación Nacional de Doctores en Derecho
- El Colegio Nacional de Ciencias Políticas y Administración Pública
- Colegio de Postgraduados
- Ayuntamiento de Xalapa
- CONACYT
- Instituto de Pensiones del Estado
- Inecol
- Instituto Veracruzano de Desarrollo Municipal
- Universidad Veracruzana
- Tribunal Electoral del Poder Judicial de la Federación
- Tribunal Electoral del Poder Judicial del Estado de Veracruz
- Municipios integrantes de la Zona Metropolitana de Córdoba
- Unión Iberoamericana de Municipalistas
- Comisión Estatal de Derechos Humanos del Estado de Veracruz

## Principales Eventos
El COLVER mantiene diversas actividades académicas tanto dentro, como fuera de sus instalaciones como son talleres, cursos, coloquios, seminarios, presentaciones de libros, conferencias y proyección de material multimédia.
Los eventos de mayor importancia que ha realizado son:
- Problemas actuales de la justicia penal
- 1.er. y 2° Coloquio Internacional de Ciencia Política"
- Seminario "Entre lo político y lo politológico"